# Piotr Markiewicz
Piotr Markiewicz (Sejny, 3 de septiembre de 1973) es un deportista polaco que compitió en piragüismo en la modalidad de aguas tranquilas.
Participó en los Juegos Olímpicos de Atlanta 1996, obteniendo una medalla de bronce en la prueba de K1 500 m. Ganó seis medallas en el Campeonato Mundial de Piragüismo entre los años 1993 y 1999, y dos medallas en el Campeonato Europeo de Piragüismo de 1997.

## Palmarés internacional
| Juegos Olímpicos   | Juegos Olímpicos          | Juegos Olímpicos  | Juegos Olímpicos |
| Año                | Lugar                     | Medalla           | Competición      |
| ------------------ | ------------------------- | ----------------- | ---------------- |
| 1996               | Atlanta (Estados Unidos)  | Medalla de bronce | K1 500 m         |
| Campeonato Mundial |                           |                   |                  |
| Año                | Lugar                     | Medalla           | Competición      |
| 1993               | Copenhague (Dinamarca)    | Medalla de plata  | K4 10 000 m      |
| 1994               | Ciudad de México (México) | Medalla de plata  | K4 1000 m        |
| 1995               | Duisburgo (Alemania)      | Medalla de oro    | K1 200 m         |
| 1995               | Duisburgo (Alemania)      | Medalla de oro    | K1 500 m         |
| 1995               | Duisburgo (Alemania)      | Medalla de bronce | K4 1000 m        |
| 1999               | Milán (Italia)            | Medalla de plata  | K4 200 m         |
| Campeonato Europeo |                           |                   |                  |
| Año                | Lugar                     | Medalla           | Competición      |
| 1997               | Plovdiv (Bulgaria)        | Medalla de bronce | K4 200 m         |
| 1997               | Plovdiv (Bulgaria)        | Medalla de bronce | K4 1000 m        |